# Goodenia holtzeana
Goodenia holtzeana är en tvåhjärtbladig växtart som först beskrevs av Raymond Louis Specht, och fick sitt nu gällande namn av R. Carolin. Goodenia holtzeana ingår i släktet Goodenia och familjen Goodeniaceae. Inga underarter finns listade i Catalogue of Life.